# يفيرسون سوتيلدو
يفيرسون سوتيلدو (بالإسبانية: Yeferson Soteldo) (30 يونيو 1997 بولاية بورتوغيزا في فنزويلا - ) هو مدرب كرة قدم ولاعب كرة قدم فنزويلي في مركز الوسط. شارك مع منتخب فنزويلا لكرة القدم. أما مع النوادي، فقد لعب مع نادي زامورا.

## وصلات خارجية
- يفيرسون سوتيلدو على موقع الدوري الأمريكي (الإنجليزية)
- يفيرسون سوتيلدو على موقع قاعدة بيانات كرة القدم.إي يو (الإنجليزية)
- يفيرسون سوتيلدو على موقع ناشيونال فوتبول تيمز (الإنجليزية)
- يفيرسون سوتيلدو على موقع Soccerway.com (الإنجليزية)
- يفيرسون سوتيلدو على موقع عالم كرة القدم.نت (الإنجليزية)
- يفيرسون سوتيلدو على موقع AS.com (الإسبانية)